# Mikko Leinonen
Mikko Simo Yrjänä Leinonen (* 15. Juli 1955 in Tampere) ist ein ehemaliger finnischer Eishockeyspieler, der in seiner aktiven Zeit von 1973 bis 1987 unter anderem für die New York Rangers und Washington Capitals in der National Hockey League gespielt hat.  

## Karriere
Mikko Leinonen begann seine Karriere als Eishockeyspieler in seiner Heimatstadt bei Tappara Tampere, für dessen Profimannschaft er von 1973 bis 1977 zunächst in der SM-sarja und ab der Saison 1975/76 in deren Nachfolgeliga SM-liiga aktiv war. In diesem Zeitraum wurde der Angreifer mit seiner Mannschaft 1975 und 1977 jeweils Finnischer Meister sowie 1976 Vizemeister. Anschließend wechselte er für zwei Jahre zu MoDo Hockey Örnsköldsvik in die Elitserien, mit dem er in der Saison 1978/79 die Schwedische Meisterschaft gewann. Bei Kärpät Oulu verbrachte er ebenfalls zwei Spielzeiten und gewann in der Saison 1980/81 erneut die finnische Meisterschaft. 
Am 8. September 1981 unterschrieb Leinonen als Free Agent bei den New York Rangers, für die er in den folgenden drei Jahren als Stammspieler in der National Hockey League auf dem Eis stand. In seiner Zeit im Franchise der New York Rangers kam Leinonen parallel auch für deren Farmteams, die Springfield Indians aus der American Hockey League sowie die Tulsa Oilers aus der Central Hockey League, zum Einsatz. Nachdem der Olympiateilnehmer von 1980 die Saison 1984/85 bei seinem Ex-Club Kärpät Oulu in der SM-liiga begonnen hatte, unterschrieb er kurz vor dem Ende der Trade Deadline bei den Washington Capitals aus der NHL, für die er in vier Spielen eine Vorlage gab. Daraufhin erhielt er keinen neuen Vertrag und kehrte nach Oulu zurück. Im Anschluss an die Saison 1986/87, die er bei Kärpäts Ligarivalen KalPa Kuopio verbracht hatte, beendete er im Alter von 31 Jahren seine Karriere.  

### International
Für Finnland nahm Leinonen an den Weltmeisterschaften 1978, 1979 und 1981, sowie den Olympischen Winterspielen 1980 in Lake Placid teil.

## Erfolge und Auszeichnungen
- 1975 Finnischer Meister mit Tappara Tampere
- 1976 Finnischer Vizemeister mit Tappara Tampere
- 1977 Finnischer Meister mit Tappara Tampere
- 1979 Schwedischer Meister mit MoDo Hockey Örnsköldsvik
- 1981 Finnischer Meister mit Kärpät Oulu
- 1981 SM-liiga All-Star-Team

## Rekorde
- Meiste Vorlagen in einem Playoff-Spiel der National Hockey League: 6 (gemeinsam mit Wayne Gretzky)